# Abzeichen für Große Fahrt

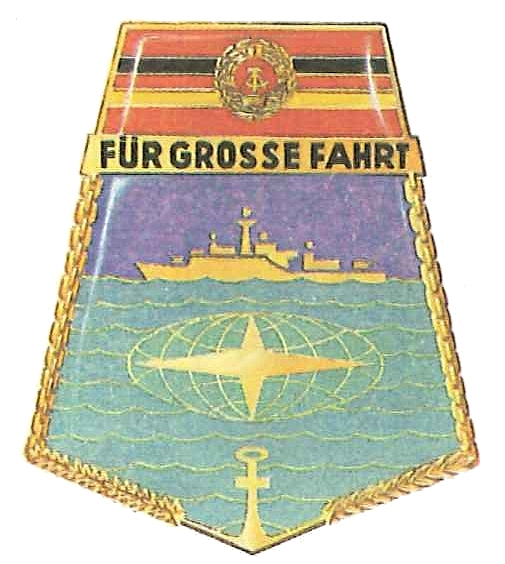
Abzeichen für Große Fahrt

Das Abzeichen für Große Fahrt war in der Deutschen Demokratischen Republik (DDR) eine im Fachbereich des Ministeriums für Nationale Verteidigung verliehene nichtstaatliche Auszeichnung, welche am 27. Mai 1981 mit Befehlsnummer 43/81 vom Minister für Nationale Verteidigung Heinz Hoffmann für die Volksmarine eingeführt wurde. 

## Verleihungsbedingungen
Das Abzeichen konnten alle Angehörigen der Volksmarine erhalten, die im Rahmen von Sonderaufgaben oder eine bestimmte Anzahl von Seemeilen bezogen auf einzelne Schiffstypen zurückgelegt hatten. Ferner erhielten es auch Zivilbeschäftigte der Volksmarine sowie in Ausnahmefällen auch Angehörige ausländischer Flotten bei Erfüllung der Verleihungsvoraussetzungen. 

## Aussehen und Trageweise
Das fünfeckige Abzeichen ist 45 mm hoch, 38 mm breit und besteht aus Buntmetall. Es zeigt auf seiner Vorderseite im oberen Bereich die Flagge der Volksmarine und darunter die schwarze Inschrift FÜR GROSSE FAHRT auf goldenen Grund. Zentral liegt vor dunkelblauem Grund ein nach links fahrendes Kriegsschiff der Volksmarine in goldener Ausführung. Unter diesem befinden sich türkisfarbene stilisierte Wellen und das Symbol der Weltkugel mit einer mittig dargestellten Windrose. Der Abschluss und zugleich die Spitze des Abzeichens wird von einem Anker gebildet, der links und rechts in eine Ankerkette übergeht. Diese bildet auch gleichzeitig die äußere Begrenzung des Abzeichens bis zum Schriftzug. Das ganze Abzeichen wurde mit Polyesterharz überzogen. Die Rückseite zeigt eine waagerecht verlötete Nadel mit Gegenhaken zum Befestigen am Matrosenanzug, wo es an der rechten oberen Seite unter dem Klassifizierungsabzeichen zu tragen war.